# Józef Szamota
Józef Szamota (ur. 18 września 1859 w Lublinie, zm. 1942 w Warszawie) – generał dywizji Wojska Polskiego.

## Życiorys
Urodził się 18 września 1859 w Lublinie, w rodzinie Ludwika Marcina (1820–1887), architekta gubernialnego, i Leontyny Bogumiły Antoniny z Kalińskich h. Topór (ok. 1828–1865).
16 stycznia 1876, wstępując do Warszawskiej Szkoły Junkrów Piechoty, rozpoczął służbę w Armii Imperium Rosyjskiego. Ukończył także Szkołę Oficerską w Petersburgu. Po dwóch latach nauki i awansie na chorążego przydzielony został do 8 Batalionu Strzelców. Służył w garnizonach Częstochowa i Brześć. 4 października 1907 objął dowództwo 18 Pułku Strzelców w Suwałkach, a 16 lipca 1910 dowództwo 2 Syberyjskiego Pułku Strzelców w Nikolsku, położonym na terenie Kraju Ussuryjskiego (Daleki Wschód). 28 lipca 1913 został awansowany na generała majora i mianowany dowódcą I brygady 3 Syberyjskiej Dywizji Strzelców. Podczas I wojny światowej w 1915 jako dowódca brygady na froncie niemieckim walczył w obronie Warszawy. Kontuzjowany w bitwie pod Łodzią. Za udział w tej bitwie uzyskał najwyższe honory i odznaczenia bojowe. Po rewolucji październikowej w Związku Wojskowych Polaków. W okresie od 11 września 1917 do maja 1918 dowodził 2 Dywizją Strzelców Polskich w I Korpusie Polskim w Rosji.
8 grudnia 1918 przyjęty został do Wojska Polskiego i mianowany dowódcą Okręgu Wojskowego „Tarnów”. Jednocześnie w lipcu i sierpniu 1919 dowodził oddziałami asystencyjnymi w Małopolsce Środkowej przeznaczonymi do stłumienia rozruchów w powiatach rzeszowskim i tarnowskim. 17 lipca 1919 wyznaczony został na stanowisko dowódcy Obozu Warownego „Brześć Litewski”. 1 maja 1920 zatwierdzony został w stopniu generała podporucznika z dniem 1 kwietnia tego roku. W sierpniu 1920, w czasie bitwy warszawskiej dowodził załogą Twierdzy Modlin. Z dniem 1 kwietnia 1921 przeniesiony został w stan spoczynku, w stopniu generała podporucznika. 26 października 1923 Prezydent RP zatwierdził go w stopniu generała dywizji ze starszeństwem z 1 czerwca 1919 w korpusie generałów.
Na emeryturze osiadł w Poznaniu. Współorganizował Targi Poznańskie. W 1939 wysiedlony przez Niemców, znalazł się w Warszawie. Zmarł w wyniku potrącenia przez samochód wojskowy. Pochowany na Cmentarzu Powązkowskim (kwatera 38-6-12).
Jego syn, mjr Jerzy Feliks Szamota, oficer 17. Pułku Ułanów, zginął 30 października 1933 podczas ratowania z pożaru trójki dzieci w miejscowości Zburaż, w pow. brzeskim.

## Awanse
- chorąży (Прапорщик) – 16 kwietnia 1878
- podporucznik (Подпоручик) – 25 sierpnia 1878
- porucznik (Поручик) – 6 marca 1883
- sztabskapitan (Штабс-капитан) – 15 marca 1886
- kapitan (Капитан) – 2 marca 1891
- podpułkownik (Подполковник) – 26 lutego 1898
- pułkownik (Полковник) – 1905 ze starszeństwem z 5 października 1904
- generał brygady (Генерал-майор) – 1913 ze starszeństwem z 28 lipca 1913
- generał dywizji – 26 października 1923 ze starszeństwem z 1 czerwca 1919

## Ordery i odznaczenia
- Order św. Anny z Mieczami kl. 1 (Imperium Rosyjskie, 1915)
- Order św. Anny kl. 2 (Imperium Rosyjskie, 1899)
- Order św. Stanisława z Mieczami kl. 1 (Imperium Rosyjskie, 1915)
- Order św. Stanisława kl. 2 (Imperium Rosyjskie, 1895)
- Order św. Włodzimierza z Mieczami kl. 2 (Imperium Rosyjskie, 19 kwietnia 1916)
- Order św. Włodzimierza kl. 3 (Imperium Rosyjskie, 9 kwietnia 1914)
- Broń Złota „Za Waleczność” (Imperium Rosyjskie, 5 maja 1915)
- Medal Zwycięstwa („Médaille Interalliée”) (1928)[4]